# Філідор рудошиїй
Філідо́р рудошиїй (Syndactyla ruficollis) — вид горобцеподібних птахів родини горнерових (Furnariidae). Мешкає в Еквадорі і Перу. Є сестринським видом по відношенню до золотистого філідора.

## Опис
Довжина птаха становить 18 см. Тім'я і верхня частина тіла рудувато-коричневі, крила руді, хвіст яскраво-рудий. Над очима рудувато-охристі "брови". Шия темна, скроні і обличчя сірі, горло жовтувато-коричневе, з боків світліше. Нижня частина тіла оливково-коричнева, груди поцятковані охристими смужками.

## Поширення і екологія
Рудошиї філідори мешкають в передгір'ях та на західних схилах Анд на південному заході Еквадору (Ель-Оро і Лоха) та на північному заході Перу (Тумбес, П'юра, Ламбаєке і Кахамарка). Вони живуть у вологих і сухих рівнинних тропічних лісах та в підліску вологих гірських тропічних лісів. Зустрічаються поодинці. парами, або невеликими зграйками, на висоті від 400 до 2900 м над рівнем моря, переважно на висоті понад 1600 м над рівнем моря. Іноді приєднуються до змішаних зграй птахів. Сезон розмноження триває з січня по травень.

## Збереження
МСОП класифікує цей вид як вразливий. За оцінками дослідників, популяція рудошиїх філідорів становить від 6 до 15 тисяч птахів. Їм загрожує знищення природного середовища.